# Amilia
Amilia är kanske en variant av kvinnonamnen Amalia och Emilia.[källa behövs] Se även Amelia.
Den 22 augusti 2019 fanns det totalt 786 kvinnor folkbokförda i Sverige med namnet Amilia, varav 460 bar det som tilltalsnamn.
Namnsdag i Sverige: saknas